# Museo de Sitio de Toniná
El Museo de Sitio de Toniná resguarda las piezas encontradas en esta zona arqueológica localizada en el valle de Ocosingo, Chiapas. Fue inaugurado en el año 2000.

## Historia del museo
En 1972, un grupo de arqueólogos, biólogos y botánicos iniciaron los primeros trabajos para descubrir los vestigios de la ciudad maya de Toniná.
En 1982 el arqueólogo Juan Yadeun Angulo, del Instituto Nacional de Antropología e Historia (INAH), inició  los trabajos de excavación en la zona. Después de varios años, se lograron rescatar muchas piezas de alto valor arqueológico, que fueron exhibidas en la plaza mayor, a la intemperie.
Fue hasta 1985 que se construyeron dos bodegas para albergar estas piezas: una donde actualmente se localiza la entrada de la zona arqueológica, a 80 metros del juego de pelota, y la otra en el espacio que actualmente ocupa el museo.
Los nuevos hallazgos y el incremento del turismo provocaron que en 1998 el arquitecto Carlos Lozano, bajo la supervisión de Juan Yadeun Angulo, se encargara de edificar el recinto actual.

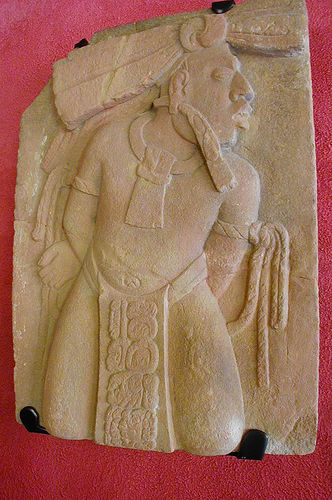
Escultura que representa a un guerrero cautivo (Museo de Toniná).

## Descripción
El museo, de acabados rústicos, simula la estructura interna de la pirámide de Toniná. Cuenta con dos salas de exposición distribuidas en una sola planta. 
En la sala A se encuentran las piezas que demuestran el poder que ejercía Toniná sobre las regiones aledañas. Además, se explican los rituales de decapitación que se llevaban a cabo.
En la sala B, o de los “Trece Gobernantes”, se explican a detalle las líneas dinásticas que gobernaron Toniná, además de aportar información sobre las actividades comerciales de los habitantes.

## Colección
El museo cuenta con un acervo de 234 piezas.
Entre estas, destacan algunas estelas de piedra y estuco que muestran representaciones de prisioneros cautivos.